# Austrasiatica
Austrasiatica  Lorenz, 1989 è un genere di molluschi gasteropodi appartenente alla famiglia Cypraeidae.

## Tassonomia
Comprende le seguenti specie:
- Austrasiatica alexhuberti (Lorenz & F. Huber, 2000)
- Austrasiatica deforgesi (Lorenz, 2002)
- Austrasiatica hirasei (Roberts, 1913)
- Austrasiatica langfordi (Kuroda, 1938)
- Austrasiatica sakurai (Habe, 1970)